# Ingrid Engarås
Ingrid Engarås, född 5 december 1968, är en svensk konstnär, som också arbetat som kalendarieredaktör för webbtidningen Feministiskt Perspektiv. Hon arbetar med performance, olika slags ljudkonst och sociala projekt. 2009 myntade hon begreppet stjärnfamilj.

## Biografi

### Konstnärskap
Engarås började sin karriär i Göteborg, där hon var engagerad i Karnevalsföreningens gatufester och i stadens technoscen. 1995 flyttade hon till Stockholm där hon började arbeta med experimentmusik vid Fylkingen. Hon har varit arrangör eller kurator för utställningar och andra evenemang i främst Stockholm och Göteborg.
Hon gav 2003 ut en CD med titeln Vibradisc på skivbolaget Firework Edition Records. På skivan framträdde hon med sin egen uppfinning, instrumentet vibradisc som består av en stor kopparplatta som ger ljud ifrån sig genom bearbetning med en elektrisk apparat. Kopparskivan ärvde hon från sin morfar, och dessutom innehåller instrumentet en massageapparat från 1950-talet med namnet Pifco. Hon har framträtt med instrumentet vid spelningar i ovanliga konsertlokaler som skyddsrum, kyrkor, grottor och gruvor.

### Stjärnfamilj
Engarås fick medial uppmärksamhet under 2009 då hon myntade begreppet stjärnfamilj, ett ord som därefter kom in på Språkrådets nyordslista. Samma år tilldelades hon organisationen Sveriges makalösa föräldrars pris Årets stöttare för att hon lanserat begreppet.
2009 startade hon Facebook-gruppen Bevara stjärnfamiljen. Facebook-gruppen har med tiden bytt namn och heter sedan 2013 Värna om stjärnfamiljen.

## Källhänvisningar
1. 1 2  Sveriges befolkning 1990 - Sveriges Släktforskarförbund
2. 1 2 3 4  ””Glöm kärnfamiljen, nu är det stjärnfamiljen som gäller!””. Dagens nyheter. 4 december 2018. https://www.dn.se/familj/glom-karnfamiljen-nu-ar-det-stjarnfamiljen-som-galler/. Läst 16 december 2018.
3. ↑  Felicia Mulinari (19 december 2017). ”Ingrid Engarås: ”Prata om skogen””. https://feministisktperspektiv.se/2017/12/19/avgaende-kalendarieredaktor-vi-behover-arbeta-tillsammans/. Läst 19 december 2017.
4. 1 2 3  Abrahamsson, Carl (17 september 2004). ”Goda vibrationer”. Stockholms Fria Tidning. https://www.fria.nu/artikel/2349. Läst 3 oktober 2014.
5. ↑  "Ingrid Engarås". Fylkingen.se. Läst 4 oktober 2014.
6. ↑  ”Ingrid Engarås – Vibradisc”. Discogs.com. http://www.discogs.com/Ingrid-Engar%C3%A5s-Vibradisc/release/1444124. Läst 3 oktober 2014.
7. ↑  Björk, Helena (2011-02-24): "Ingrid skapade stjärnfamiljen". Arkiverad 6 oktober 2014 hämtat från the Wayback Machine. Rfsu.se. Läst 4 oktober 2014.
8. ↑  ”Ingrid Engarås får makalöst pris för stjärnfamiljen”. Sveriges makalösa föräldrar. 4 december 2009. Arkiverad från originalet den 6 oktober 2014. https://web.archive.org/web/20141006094947/http://www.makalosa.org/verksamhet/arets-stottare/ingrid-engaras-och-stjarnfamiljen/. Läst 3 oktober 2014.
9. ↑  Welin, Hanna (23 december 2009). ”Vad är en stjärnfamilj?”. Sydsvenskan. http://www.sydsvenskan.se/inpa-livet/barn--familj/vad-ar-en-stjarnfamilj/. Läst 3 oktober 2014.
10. ↑  Värna om stjärnfamiljen, på Facebook  [inloggning kan krävas]